# Vincenzo Raucci
Vincenzo Raucci (Capua, 13 febbraio 1924 – 22 settembre 1985) è stato un politico italiano.

## Biografia
Sindacalista, impegnato politicamente con il Partito Comunista Italiano. Candidato alla Camera nel 1958, non risulta eletto ma diventa poi deputato della III legislatura nel dicembre 1960 dopo la morte del collega Nicola Fasano. Viene confermato a Montecitorio anche alle elezioni politiche del 1963, del 1968 e del 1972. Conclude il proprio mandato parlamentare nel 1976.
Muore il 22 settembre 1985, all'età di 61 anni.